# Cadegliano-Viconago
Cadegliano-Viconago là một đô thị ở tỉnh Varese trong vùng Lombardia, có cự ly khoảng 60 km về phía tây bắc của Milan và khoảng 15 km về phía bắc của Varese, tại biên giới với Thụy Sĩ. Tại thời điểm ngày 31 tháng 12 năm 2004, đô thị này có dân số 1.760 người và diện tích là 10.2 km².
Cadegliano-Viconago giáp các đô thị: Cremenaga, Croglio (Thụy Sĩ), Cugliate-Fabiasco, Lavena Ponte Tresa, Marchirolo, Marzio, Monteggio (Thụy Sĩ), Montegrino Valtravaglia.